# Bras d'Or (tren)
El Bras d'Or era un servicio de tren de pasajeros de verano operado por Via Rail en Nueva Escocia, Canadá, entre Halifax y Sydney. De 2000 a 2004, el tren de excursión realizó un viaje de ida y vuelta por semana en la temporada turística de mediados de junio a mediados de octubre. La ruta siguió la subdivisión escénica del Ferrocarril de Cape Breton y Nueva Escocia Central a través de la isla Cape Breton, a veces a la vista del lago Bras d'Or, que da nombre al tren.
El Bras d'Or fue el último tren de pasajeros programado regularmente que servía a la isla del Cabo Bretón.